# Castlecomer
Castlecomer (Caisleán an Chomair en irlandais) est une ville du comté de Kilkenny en république d'Irlande.

## Jumelages
Penvénan (France)